# Piotr Trytek
Piotr Trytek (ur. 16 października 1971 w Stargardzie Szczecińskim) – żołnierz, polski dowódca wojskowy, generał dywizji Wojska Polskiego, dowódca 12 Brygady Zmechanizowanej im. gen. broni Józefa Hallera (2017–2019), dowódca 11 Dywizji Kawalerii Pancernej (2020–2023), od września 2023 Inspektor Wojsk Lądowych DG RSZ.

## Życiorys

### Wykształcenie
Piotr Trytek ukończył Wyższą Szkołę Oficerską Wojsk Zmechanizowanych (1994), studia wyższe na wydziale wojsk lądowych kierunku dowódczo – sztabowym w Akademii Obrony Narodowej (2002), podyplomowe studia strategiczno-operacyjne na Akademii Obrony Narodowej (2013), podyplomowe studia polityki obronnej na Akademii Sztuki Wojennej (2018).

### Służba wojskowa
Piotr Trytek w 1990 r. rozpoczął studia w Wyższej Szkole Oficerskiej Wojsk Zmechanizowanych we Wrocławiu, którą ukończył w 1994 r. 19 czerwca 1994 był promowany na podporucznika. Promocja odbyła się we Wrocławiu z udziałem prezydenta Lecha Wałęsy, a promował szef Sztabu Generalnego Wojska Polskiego gen. broni Tadeusz Wilecki. Razem z Piotrem Trytkiem promowani byli podchorążowie m.in.: Jarosław Gromadziński, Zenon Brzuszko, Sławomir Kocanowski, Arkadiusz Mikołajczyk, Adam Marczak, Rafał Kowalik, Grzegorz Grodzki, Marcin Adamski.
Zawodową służbę wojskową rozpoczął w 1994 r. na stanowisku dowódcy plutonu w 6 pułku zmechanizowanym w Wałczu. Następnie od 1995 r. był dowódcą kompanii w 2 Brygadzie Zmechanizowanej Legionów im. Marszałka Józefa Piłsudskiego w Wałczu. Po ukończeniu studiów został skierowany w 2002 r. do sztabu 6 Brygady Kawalerii Pancernej w Stargardzie Szczecińskim. W 2003 r. był zastępcą dowódcy batalionu w 2 Brygadzie Zmechanizowanej. W 2006 r. pełnił służbę w ramach VI zmiany Polskiego Kontyngentu Wojskowego w Iraku na stanowisku szef sekcji operacyjnej. W 2007 r. objął stanowisko szefa sztabu w 2 Brygadzie Zmechanizowanej, którym był do grudnia 2012 r. W międzyczasie w latach 2008/2009 pełnił służbę w ramach IV zmiany w Polskim Kontyngentcie Wojskowym w Afganistanie jako zastępca dowódcy kontyngentu. W 2013 r. po ukończeniu podyplomowych studiów dowódczo - sztabowych w AON-ie został wyznaczony na stanowisko zastępcy dowódcy 2 Brygadzie Zmechanizowanej. W 2014 r. był szefem oddziału planowania użycia sił zbrojnych w Sztabie Generalnym Wojska Polskiego w Warszawie.
1 stycznia 2017 r. na podstawie decyzji Ministra Obrony Narodowej został wyznaczony na stanowisko dowódcy 12 Brygady Zmechanizowanej im. generała Józefa Hallera w Szczecinie. 15 sierpnia 2018 r. postanowieniem prezydenta Rzeczypospolitej Polskiej z 1 sierpnia 2018 r. awansowany do stopnia generała brygady. Akt mianowania odebrał z rąk Prezydenta Rzeczypospolitej Polskiej Andrzeja Dudy. 4 lutego 2019 r. został desygnowany na stanowisko zastępcy szefa Zarządu Planowania i Programowania Rozwoju Sił Zbrojnych w Sztabie Generalnym Wojska Polskiego w Warszawie (P5). 1 października 2020 objął funkcję dowódcy 11 Dywizji Kawalerii Pancernej. 1 marca 2021 w trakcie obchodów Narodowego Dnia Pamięci „Żołnierzy Wyklętych” prezydent RP Andrzej Duda mianował go na stopień generała dywizji. 21 września 2023 minister obrony narodowej Mariusz Błaszczak wyznaczył go na Inspektora Wojsk Lądowych Dowództwa Generalnego Rodzajów Sił Zbrojnych z dniem objęcia obowiązków 29 września 2023. Interesuje się problematyką związaną z bezpieczeństwem, historią wojska. Ma żonę i dwoje dzieci.

## Awanse
- podporucznik – 1994
- porucznik – 1997
- kapitan – 2001
- major – 2003
- podpułkownik – 2007
- pułkownik – 2013
- generał brygady – 15 sierpnia 2018[1]
- generał dywizji – 1 marca 2021[14]

## Ordery i odznaczenia
- Srebrny Medal za Długoletnią Służbę - (Prezydent RP)
- Gwiazda Iraku – (Prezydent RP)
- Gwiazda Afganistanu – 2013 XIII (Prezydent RP)
- Srebrny Medal „Za zasługi dla obronności kraju”
- Brązowy Medal „Za zasługi dla obronności kraju”
- Złoty Medal „Siły Zbrojne w Służbie Ojczyzny” – (Minister ON)
- Złoty Medal „Za zasługi dla obronności kraju”
- Srebrny Medal „Siły Zbrojne w Służbie Ojczyzny”
- Brązowy Medal „Siły Zbrojne w Służbie Ojczyzny”
- Medal Pamiątkowy Wielonarodowej Dywizji Centrum-Południe w Iraku
- Army Commendation Medal
- „Medal 100-lecia ustanowienia SGWP”

## Wyróżnienia
- Odznaka Skoczka Spadochronowego Wojsk Powietrznodesantowych – 1993
- Złota Wojskowa Odznaka Sprawności Fizycznej – 1995
- Odznaka pamiątkowa 6 pułku zmechanizowanego – 2000
- Odznaka absolwenta AON – 2002
- Odznaka pamiątkowa 6 Brygady Kawalerii Pancernej – 2003
- Odznaka pamiątkowa 2 Brygady Zmechanizowanej – 2006
- Odznaka absolwenta Podyplomowych Studiów Operacyjnych AON – 2013
- Odznaka pamiątkowa Sztab Generalny Wojska Polskiego – 2016
- Odznaka pamiątkowa 12 Brygady Zmechanizowanej – 2017
- Odznaka pamiątkowa 2 Stargardzkiego Batalionu Saperów – 2017